# Magdalene Klett
Magdalene Klett (* 30. März 1901 in Tübingen; † 1973 in Böblingen) war eine deutsche Malerin, die in Öl- und Tempera-Technik arbeitete. Ihre Bilder sind von phantastischer und märchenhafter Eigenart.

## Leben und Werk
Magdalene Klett wurde am 30. März 1901 in Tübingen geboren.  Sie bezeichnete sich selbst als Findelkind. Das entsprach ihrer persönlichen Befindlichkeit: Ihr Vater ist nicht bekannt; ihre Mutter ist zwar amtlich beurkundet, und Magdalene erhielt den Mädchennamen (Klett) ihrer Mutter, aber sie wuchs in einem Kinderheim in Korntal auf. Eine höhere Schulbildung war ihr versagt. Sie erlernte das Schneiderhandwerk und erlangte auch den Meistertitel. So kam sie zu ihrem Brotberuf.

„Dennoch setzte sich ihre bildnerische Begabung durch. Sie begann zunächst als Autodidaktin mit Kohlezeichnungen bis  Schottländer auf sie aufmerksam wurde und ihr riet, zur Malerei überzuwechseln, was sie zu einem Privatstudium bei den Professoren Hölzel und Baumeister veranlaßte, die sie sehr förderten. Unbekümmert, fern jeglicher Modetendenz malt sie ihre märchenhaft anmutenden, sehr flächig gehaltenen Bilder, die sie bildrätselartig anordnet. Sie war nicht auf Studienreisen angewiesen, um neue Anregungen zu sammeln, sondern schuf ganz aus der ihr eigenen Phantasiefülle. Magdalene Klett malt mit zwingender Hingabe und Freude, was ihren Bildern den Liebreiz und die Heiterkeit verleiht, die sie besonders noch durch ihre Farbgebung zum Ausdruck bringt. Auch auf Ausstellungen in München und Stuttgart war sie zu finden und viele ihrer Bilder sind in privatem und staatlichem Besitz.“

Auch in ihrem Brotberuf kam Magdalene Kletts künstlerische Begabung zum Ausdruck ... bei Kundinnen, deren persönliche Ausstrahlung sie als Künstlerin inspirierte. Ein überlieferter Ausspruch der Schneiderin Magdalene Klett war: „Sonst läuft das Kleid alleine herum.“
Klett lebte während der meisten Zeit ihres Lebens in Stuttgart und erst in den letzten Jahren (1971 bis 1973) in einem Heim in Steinenbronn.
Magdalene Klett litt zeitlebens darunter, dass sie nichts von ihrem Vater wusste. In den 1960er Jahren fand sie Kontakt zu dem Okkultisten und Radiästheten Bernhard Graf Matuschka. Dieser gab vor, mit Hilfe seiner übersinnlichen Fähigkeiten ihren Vater ausfindig gemacht zu haben. Doch bevor ein in Aussicht gestelltes Zusammentreffen mit dem Vater zustande kommen konnte, starb Matuschka (am 16. Juni 1966). Daraufhin verfiel Klett in geistige Umnachtung. Sie starb am 3. September 1973 in Böblingen.

## Ausstellungen
- 1950ff. Einzel- und Gruppenausstellungen, u. a. mit dem Stuttgarter Künstlerbund
- 1962 Ausstellung in der Galerie Schumacher, München
- 1972 Ausstellung in der Galerie Voelter, Ludwigsburg (siehe oben).

## Werke Kletts in staatlichem Besitz
- Siamesische Prinzessin (Tempera auf Papier); vom Ministerium für Wissenschaft, Forschung und Kunst Baden-Württemberg 1953 angekauft.
- Dammbruch; vom Regierungspräsidium Stuttgart im Jahre 1964 angekauft.